# Henk Brakel

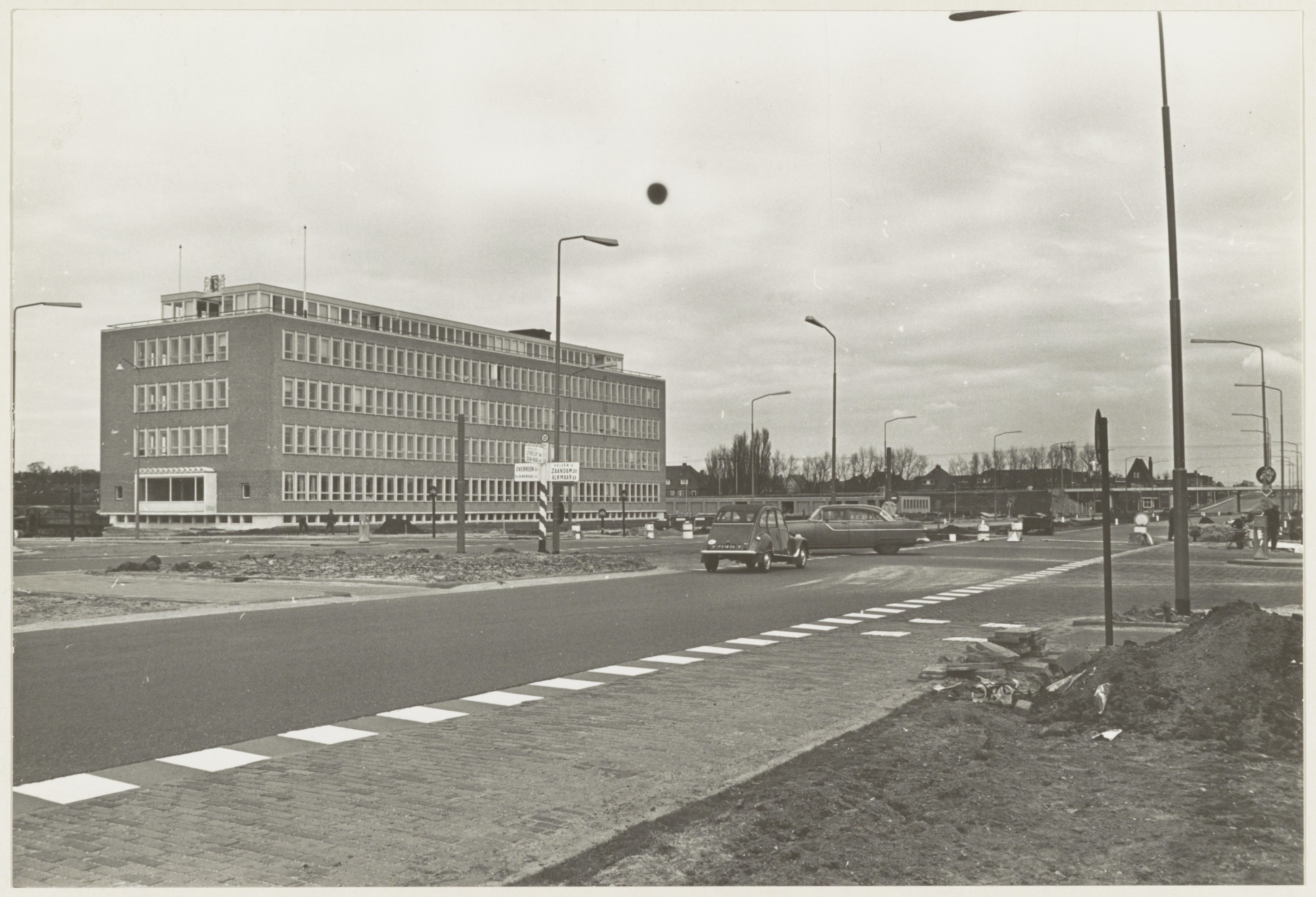
HTS, Haarlem, 1963

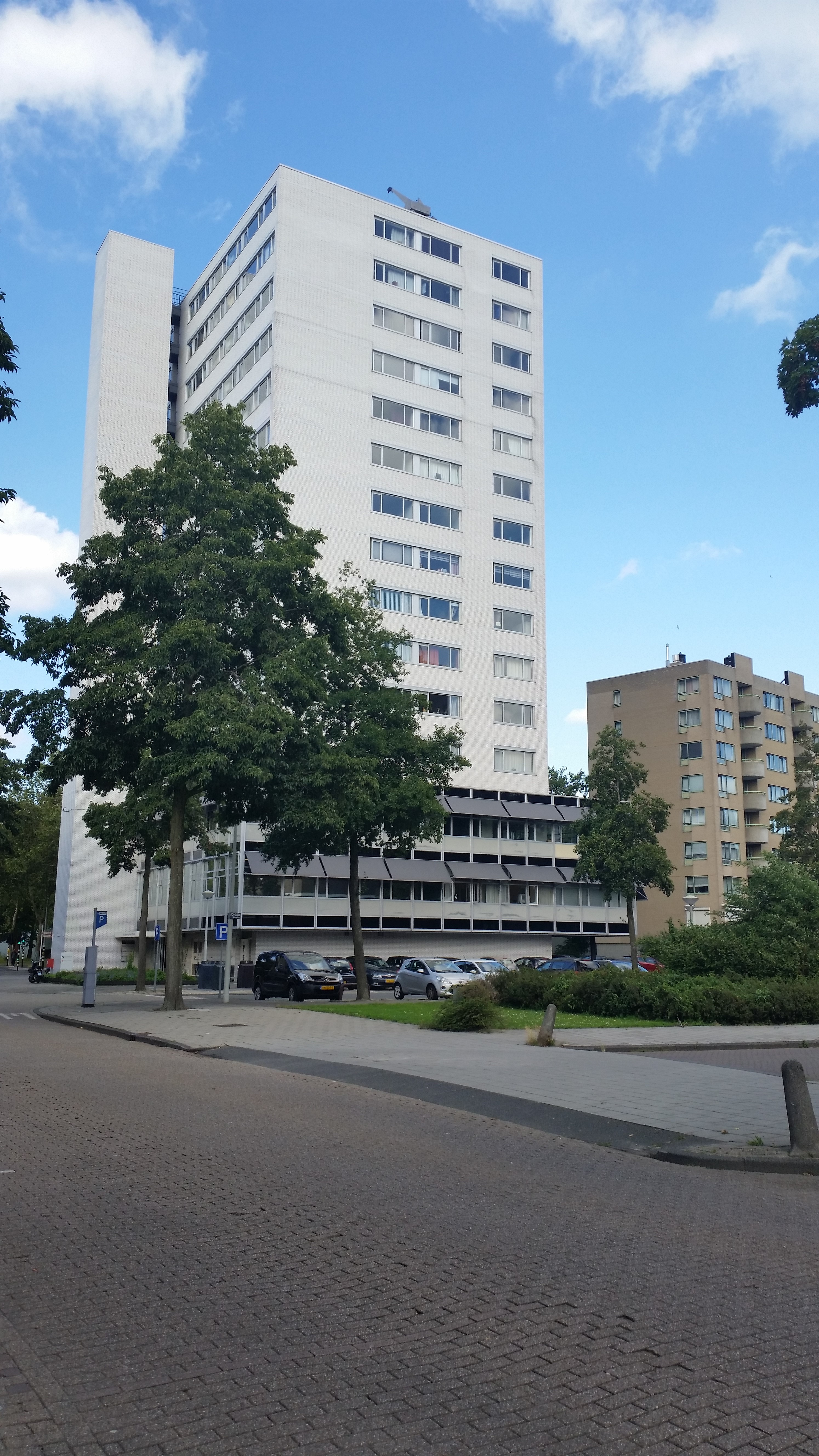
Van Leijenberghlaan 101-201 (september 2019)

Hendrik Willem (Henk) Brakel (Haarlem 22 augustus 1925 – aldaar, 29 augustus 2010) was een Nederlands architect.
Hij was zoon van de timmerman, bouwkundig tekenaar (en docent daarin), architect Gijsbert Brakel en Elizabeth Johanna van Halst. Hij trouwde in 1950 met Henny Korte, dochter van een vakbondsbestuurder. Henk Brakel was officier in de Orde van Oranje-Nassau. Hij werd gecremeerd op Westerveld.
Hij werd in verband met het vroeg overlijden van zijn moeder deels opgevoed door zijn oudere zus. Hij doorliep de MULO en een HBO-opleiding bouwkunde. Zijn diploma architectuur behaalde hij in 1952 aan de Academie van Bouwkunst Amsterdam, een jaar nadat zijn vader overleed.  
Hij zou bekend worden via het architectenbureau Brakel & Buma, dat hij vanaf 1952 voerde met studiegenoot Wijbrand Buma. De samenwerking stamt uit de tijd dat ze werkten aan het Evert Kupersoord aan de Stichtse Rotonde in Amersfoort, een congrescentrum later omgebouwd tot hotel. Brakel ontwikkelde zich verder binnen de grotere bedrijfsgebouwen; Buma binnen de woningbouw.
Hij was ook betrokken bij inrichtingen van woonwijken met name in Hoofddorp zoals Pax en Overbos
Hij bekleedde een bijzonder aantal bestuurlijke functies binnen de bouwwereld zoals voorzitter van de kring Kennemerland (BNA, 1964-1968), IJmond-MTS (1963-1968), raad van Toezicht van het Pensioenfonds voor architectenbureaus (1970-1980). Hij vervulde voor een periode van twintig jaar de functie van algemeen secretaris van de Noord-Hollandse Welstandscommissie en was tevens bestuurder en doecent aan de Academie van Bouwkunst. Van 1964 tot 1970 was hij commissaris bij Haarlemse Sociëteit Teisterbant. lid AetA van 1959 - 2003.

## Portfolio
- Evert Kupersoord, Amersfoort
- Raadhuis van Hoofddorp[1]
- Torenflat Van Leijenberghlaan 101-201, hoek Van Nijenrodeweg, Amsterdam - 1967-1969 (plint met bergingen, 2 lagen kantoren en 12 woonlagen)
- Identieke torenflats aan de Heenvlietlaan, Backershagen en Wamberg ook uit 1967-1969.
- Flats (44) met bergingen en 24 autoboxen; van Heenvlietlaan 382 t/m 432 en Kastelenstraat 73 t/m 87A  Amsterdam; 1963
- HTS (opgegaan in InHolland), Veldzigtlaan, Haarlem
- kantoor Fluor Schuytvlot in Haarlem